# Демидов, Павел Александрович
Па́вел Алекса́ндрович Деми́дов (3 [15] декабря 1869 — 27 июня 1935, Ницца) — волынский губернский предводитель дворянства (1907—1915), в должности шталмейстера (1910), автор родословной рода Демидовых. Представитель второй линии старшей ветви рода Демидовых.

## Биография
Из дворян Бессарабской губернии. Сын камер-юнкера Александра Павловича Демидова и Александры Александровны, урождённой Абаза. По линии отца — внук Павла Григорьевича Демидова и графини Софьи Александровны Бенкендорф, по матери — майора Александра Михайловича Абазы (1826—1889) и Елены Алексеевны Золотаревой. Мать фактически оставила мужа и пятерых детей. К 1874 году у неё начался роман с находящимся под опекой «из-за болезненного состояния здоровья» великим князем Николаем Константиновичем. Она шокировала семью и общество неординарными поступками, например, пробиралась в дом, где князь находился под арестом, и жила там с ним в течение десяти дней. Александр Павлович добился развода.
Окончил Николаевский кадетский корпус (1888) и Николаевское кавалерийское училище по 1-му разряду (1890), после чего был уволен из училища с чином губернского секретаря. 28 сентября 1890 года поступил на службу в Кавалергардский полк юнкером, 19 ноября был произведен корнетом. 29 мая 1893 года утвержден почетным попечителем Демидовского юридического лицея. В 1894 году вышел в запас гвардейской кавалерии. В 1896—1901 годах состоял Кременецким уездным предводителем дворянства. 20 июля 1902 года назначен чиновником особых поручений V класса при министре внутренних дел, а в 1903 году пожалован камер-юнкером.
В 1904 году отправился на войну с Японией подъесаулом Забайкальского казачьего войска, сопровождая великого князя Бориса Владимировича. 15 июля 1905 года назначен адъютантом великого князя. 17 августа 1907 года назначен Волынским губернским предводителем дворянства, в каковой должности состоял до 1915 года. В 1910 году был пожалован в должность шталмейстера, а в 1914 году — произведен в действительные статские советники. Состоял почётным попечителем Кременецкого коммерческого училища, действительным членом Историко-родословного общества, членом совета Министерства народного просвещения, почётным членом хозяйственного комитета Санкт-Петербургской Николаевской детской больницы, волынским губернским попечителем детского приюта. Почётный мировой судья Житомирского и Кременецкого округов.
Унаследовав от деда семейный архив, в 1910 году издал в Житомире книгу «Родословная рода Демидовых», один из экземпляров которой был подарен автором своей родственнице Елене Петровне Демидовой, княгине Сан-Донато и сейчас хранится в Одесской государственной научной библиотеке имени М. Горького.
Владел 16000 десятин в Бессарабской губернии. В конце XIX — начале XX века приобрёл старинную волынскую усадьбу Вишневец, где провел реконструкцию дворца под руководством киевского архитектора Владислава Городецкого (1863—1930), однако вскоре вынужден был продать имение графу С. Грохольскому.
От своих предков Павел Александрович унаследовал художественную коллекцию и коллекцию книг, для восстановления и пополнения которых он приложил немало усилий. Суксунская библиотека была перевезена в имение Вишневец Волынской губернии, а после его продажи в 1900-е годы в Крым, где у Демидова была дача в Ялте и, возможно, в имение в Кореизе. Обе коллекции после революции остались в Крыму, где были национализированы и распределены между государственными учреждениями культуры. В настоящее время многие произведения утеряны.
Летом 1913 года во время проведения Первых Всероссийских Олимпийских игр в Киеве волынский губернский предводитель дворянства Демидов учредил свой личный приз. В 1919 году Павел Александрович с семьёй эмигрировал из Крыма во Францию. Проживал в Ницце, где продолжал заниматься общественной работой. С 1920 года участвовал в работе местного православного прихода. 
В 1921 году стал одним из учредителей Академии художеств в Ницце, в 1929 году — Общества друзей Русского музея. В 1931—1934 годах выступал с докладами по русской истории и древнерусскому искусству в Кружке ревнителей русского прошлого. Товарищ председателя Русского историко-генеалогического общества во Франции. Скончался 27 июня 1935 года в Ницце. Похоронен на Русском кладбище Кокад. Был женат дважды.

## Браки и дети
Первая жена (с 1894) —  Ольга Васильевна Шереметева (08.09.1874—02.08.1967), дочь Василия Петровича Шереметева и фрейлины Ольги Дмитриевны Скобелевой, внучка Д. И. Скобелева. Брак с Демидовым закончился  разводом. 9 июля 1901 года в Париже Ольга Васильевна вышла замуж за поручика князя Михаила Михайловича Кочубея (1860—1937), сына князя М. В. Кочубея. Жила с дочерьми постоянно за границей и только наездами иногда бывала в России, лето и осень обычно проводила в Динаре и Биаррице. Дочери её были прекрасными музыкантшами и проявляли большие способности в танцах и в драматическом искусстве, которому обучались у знаменитой Сары Бернар, они часто принимали участие в разных благотворительных и любительских спектаклях, устраиваемых в Париже французской аристократией. В 1917 году после смерти брата Ольга Васильевна стала сонаследницей имения в Юрино. Похоронена на кладбище Сент-Женевьев-де-Буа. 
В браке родились:
- Ольга Павловна (1895—1982) — с 1913 муж капитан лейб-гвардии Конного полка князь Сергей Петрович Трубецкой (1881/1882—1965);
- Александра Павловна (1897—1989);
- Зинаида Павловна (1899—1980) — муж граф де Толосан (в 1945 году был расстрелян бойцами Французского сопротивления);

Вторая жена (с 1905?) —  Елизавета (Элла) Фёдоровна Трепова (24.09.1885—20.10.1978), фрейлина двора (17.04.1905), дочь генерала от кавалерии Ф. Ф. Трепова. Скончалась в Ницце. 
Дети:
- Павел Павлович (1906—1988) — кавалер орденов «Почетного легиона» и «За заслуги перед нацией», был награждён медалью французского Сопротивления[12]. Жена - Ольга Владимировна Безобразова (1908-1998), дочь генерала-адъютанта Владимира Михайловича Безобразова. Единственный сын Павла Павловича, Александр (род. 1930), имеет трёх детей — Николая (род. 1962), Габриэль (род. 1961) и Элизабет (род. 1969)[13].
- Елизавета Павловна (1909—1979)[14] — муж князь Николай Николаевич Оболенский (1905—1993)[15].

## Награды
- Орден Святой Анны 4 ст. с надписью «за храбрость» (1896);
- Орден Святой Анны 2 ст. с мечами (1907);
- Орден Святого Владимира 3 ст. (1910);
- Орден Святого Станислава 1 ст. (1915).
- Медаль «В память царствования императора Александра III»;
- Медаль «В память коронации Императора Николая II»;
- Медаль «В память русско-японской войны»;
- Медаль Красного Креста «В память русско-японской войны»;
- Медаль «В память 25-летия церковно-приходских школ»;
- Медаль «В память 200-летия Полтавской битвы»;
- Медаль «В память 100-летия Отечественной войны 1812 г.»
- Медаль «В память 300-летия царствования дома Романовых» (1913);
- Знак отличия «за труды по землеустройству».

Иностранные:
- черногорский Орден Князя Даниила I 4 ст. (1894);
- мекленбург-шверинский Орден Грифона 3 ст. (1902);
- Мальтийский орден, командорский крест (1913);
- бухарский Орден Золотой Звезды 2 ст.